# 万科乡
万科乡，旧译万柯乡、曼扣乡，是缅甸掸邦东部第四特区南板县下辖的一个乡。

## 地理位置
万科乡位于南板县南部，地处第四特区和缅甸政府控制区交界处。

## 行政区划
万科乡下辖以下村寨：
- 万科村（ဝမ်ခိုးရွာ）
- 万燕村（ဝမ်အဲ့ရွာ）[4]
- 万安村[5]
- 南理村（နာလီရွာ）[6]
- 巴劳村（ပါလောက်ရွာ）
- 孟瓦村（勐瓦村）
- 勐瑶村[7]
- 阿卡村
- 布朗村[8]

## 教育
万科乡境内有勐瓦学校、巴劳学校和太平学校等乡村学校。